# Mimochodaeus grandiceps
Mimochodaeus grandiceps är en skalbaggsart som beskrevs av Leon Fairmaire 1897. Mimochodaeus grandiceps ingår i släktet Mimochodaeus och familjen Ochodaeidae. Inga underarter finns listade i Catalogue of Life.